# Gionges
Gionges era un comune francese di 254 abitanti situato nel dipartimento della Marna nella regione del Grand Est. Dal 1° gennaio 2018 fa parte, assieme a Oger, Vertus e Voipreux, del nuovo comune di Blancs-Coteaux.

## Società

### Evoluzione demografica
Abitanti censiti